# Le Plessis-Belleville
Le Plessis-Belleville település Franciaországban, Oise megyében. Lakosainak száma 3822 fő (2022. január 1.). Le Plessis-Belleville Saint-Pathus, Ermenonville, Ève, Lagny-le-Sec, Montagny-Sainte-Félicité és Silly-le-Long községekkel határos.

## Népesség
A település népességének változása:
| Lakosok száma | 3267 | 3230 | 3200 | 3249 | 3408 | 3620 | 3833 | 3832 | 3792 | 3822 |
|               | 2013 | 2014 | 2015 | 2016 | 2017 | 2018 | 2019 | 2020 | 2021 | 2022 |